# Ryan Boatright
Ryan Jamar Boatright, né le 27 décembre 1992 à Aurora dans l'Illinois, est un joueur américain de basket-ball évoluant au poste de meneur. Il mesure 1,78 m.

## Biographie

### Carrière universitaire
Entre 2011 et 2015, il joue pour les Huskies de l'université du Connecticut. Il remporte le titre de Champion NCAA en 2014, s'imposant en finale face aux Wildcats du Kentucky.

### Carrière professionnelle

#### Drive de Grand Rapids (2015-jan. 2016)
Le 25 juin 2015, lors de la draft 2015 de la NBA, automatiquement éligible, il n'est pas sélectionné.
Le 2 juillet 2015, il signe un contrat avec les Nets de Brooklyn et participe aux NBA Summer League de Las Vegas et d'Amway Center avec cette franchise.
Le 20 octobre 2015, il est libéré par les Nets et devient agent libre. Le 23 octobre 2015, il signe un contrat avec les Pistons de Détroit. Le lendemain, il est libéré.
Le 31 octobre 2015, il rejoint le Drive de Grand Rapids, l'équipe de G-League affiliée aux Pistons. Le 21 janvier 2016, il est libéré par le Drive.

#### Orlandina Basket (jan. - juil. 2016)
Le 26 janvier 2016, Boatright signe dans le club italien de l'Orlandina Basket.

#### Guangzhou Long-Lions (juil. - nov. 2016)
Le 30 juillet 2016, Boatright signe dans le club chinois du Guangzhou Loong Lions.

#### Cedevita Zagreb (2016-2017)
Le 21 novembre 2016, Boatright signe dans le club croate du KK Cedevita.

#### Beşiktaş (2017-2018)
Le 21 juillet 2017, Boatright signe dans le club turc du Beşiktaş JK.

#### Clippers Agua Caliente d'Ontario (oct. - déc. 2018)
Le 22 octobre 2018, il revient aux États-Unis et intègre l'équipe des Clippers Agua Caliente d'Ontario en G-League.

#### Legends du Texas (déc. 2018-jan. 2019)
Le 16 décembre 2018, il est transféré aux Legends du Texas en G-League.

#### Unicaja Málaga (2019)
Le 8 janvier 2019, il part en Espagne et s'engage avec l'Unicaja Málaga pour le reste de la saison 2018-2019.

#### Cedevita Olimpija (2019-jan. 2020)
Le 30 juillet 2019, Boatright s'engage avec le club slovène du KK Cedevita Olimpija.
Le 20 janvier 2020, Olimpija rompt son contrat.

#### Avtodor Saratov (jan. - juin 2020)
Le 29 janvier 2020, Boatright s'engage avec le club russe de l'Avtodor Saratov.

#### Rytas Vilnius (nov. 2020- mars 2021)
Le 8 novembre 2020, Boatright s'engage avec le club lituanien du Rytas Vilnius.

#### Paris Basketball (mars 2021-2022)
Le1er mars 2021, il arrive en France et signe avec le Paris Basketball, en deuxième division.
À la fin de la saison 2020-2021, Paris est promu en Betclic Élite et Boatright prolonge son contrat en France.

## Statistiques

### Universitaires
| Saison    | Équipe      | Matchs | Titul. | Min./m | % Tir | % 3pts | % LF | Rbds/m. | Pass/m. | Int/m. | Ctr/m. | Pts/m. |
| --------- | ----------- | ------ | ------ | ------ | ----- | ------ | ---- | ------- | ------- | ------ | ------ | ------ |
| 2011-2012 | Connecticut | 25     | 8      | 30,1   | 42,1  | 37,7   | 69,0 | 3,32    | 4,00    | 1,16   | 0,24   | 10,40  |
| 2012-2013 | Connecticut | 30     | 30     | 36,3   | 42,9  | 33,3   | 78,5 | 2,93    | 4,37    | 1,47   | 0,07   | 15,40  |
| 2013-2014 | Connecticut | 39     | 38     | 32,4   | 39,1  | 37,6   | 79,8 | 3,49    | 3,36    | 1,56   | 0,15   | 12,10  |
| 2014-2015 | Connecticut | 34     | 34     | 35,8   | 42,3  | 41,1   | 85,0 | 4,09    | 3,79    | 1,35   | 0,24   | 17,41  |
| Carrière  | Carrière    | 128    | 110    | 33,8   | 41,6  | 38,0   | 79,4 | 3,48    | 3,84    | 1,41   | 0,17   | 13,95  |

## Palmarès

### En club
- Champion de Croatie (2017)
- Vainqueur de la coupe de Croatie (2017)
- Champion NCAA en 2014

### Distinctions personnelles
- MVP des finales du championnat croate (2017)
- Première équipe de la All-AAC (2015)
- Illinois Co-Mr. Basketball (2011)

## Vie privée
Boatright est le fils de Mike McAllister et Tanesha Boatright. Il a un frère, Michael, et deux petites sœurs, Dasia et Deahjay.